# Prosoplus molestus
Prosoplus molestus är en skalbaggsart som först beskrevs av Francis Polkinghorne Pascoe 1864.  Prosoplus molestus ingår i släktet Prosoplus och familjen långhorningar. Inga underarter finns listade i Catalogue of Life.